# Aciphylla trifoliolata
Aciphylla trifoliolata är en flockblommig växtart som beskrevs av Donald Petrie. Aciphylla trifoliolata ingår i släktet Aciphylla och familjen flockblommiga växter. Inga underarter finns listade i Catalogue of Life.